# 小行星4471
小行星4471（4471 Graculus）是一颗绕太阳运转的小行星，为主小行星带小行星。该小行星于1978年11月8日发现。

## 轨道参数
小行星4471的轨道半长轴为2.8603894 UA，离心率为0.16。